# Get Your Heart On!
Get Your Heart On! is het vierde studioalbum van Simple Plan en is uitgebracht op 17 juni 2011.
Voorafgaand aan de release van het album speelde de band het nummer "You Suck at Love" al live op de Bamboozle Roadshow Tour in juni 2010. Op 31 maart 2011 gaf de band het nummer "Can't Keep My Hands Off You" als "cadeau" aan de fans. Het nummer bevat zang van Rivers Cuomo van de band Weezer. De eerste officiële single, getiteld Jet Lag, werd uitgebracht op 25 april 2011. Dit nummer werd opgenomen in twee versies, een Franstalige en een Engelstalige versie. De Franstalige versie werd opgenomen met zangeres Marie-Mai. De Engelstalige versie werd opgenomen met Natasha Bedingfield.

## Nummers
1. "You Suck at Love"
2. "Can't Keep My Hands Off You" (met Rivers Cuomo)
3. "Jet Lag" (met Natasha Bedingfield)
4. "Astronaut"
5. "Loser of the Year"
6. "Anywhere Else But Here"
7. "Freaking Me Out" (met Alex Gaskarth van All Time Low)
8. "Summer Paradise" (met K'naan)
9. "Gone Too Soon"
10. "Last One Standing"
11. "This Song Saved My Life"

## Hitnoteringen

### NederlandseAlbum Top 100
| Hitnotering: 25-06-2011 t/m 09-07-2011 | Hitnotering: 25-06-2011 t/m 09-07-2011 | Hitnotering: 25-06-2011 t/m 09-07-2011 | Hitnotering: 25-06-2011 t/m 09-07-2011 | Hitnotering: 25-06-2011 t/m 09-07-2011 |
| Week:                                  | 1                                      | 2                                      | 3                                      |                                        |
| -------------------------------------- | -------------------------------------- | -------------------------------------- | -------------------------------------- | -------------------------------------- |
| Positie:                               | 36                                     | 76                                     | 80                                     | uit                                    |

### VlaamseUltratop 100Albums
| Hitnotering: 25-06-2011 t/m 02-07-2011 | Hitnotering: 25-06-2011 t/m 02-07-2011 | Hitnotering: 25-06-2011 t/m 02-07-2011 | Hitnotering: 25-06-2011 t/m 02-07-2011 |
| Week:                                  | 1                                      | 2                                      |                                        |
| -------------------------------------- | -------------------------------------- | -------------------------------------- | -------------------------------------- |
| Positie:                               | 98                                     | 75                                     | uit                                    |